# Iver Holter
Iver Paul Fredrik Holter, född 13 december 1850 i Gausdal, död 27 januari 1941 i Oslo, var en norsk tonsättare. Han var bror till Wilhelm Holter.
Som dirigent bland annat för Harmonien i Bergen 1882–1886 och Musikforeningen i Oslo 1886–1911, som stiftare (1897) och fram till 1921 ledare för Holters Kor samt som lärare har Holter varit av stor betydelse för norskt musikliv. Bland hans gedigna, på en gång kraftfulla och veka tonskapelser, fotade på romantisk-klassisk grund och av en viss kosmopolitisk läggning, märks orkester- och körverk, kammarmusik, solosånger med mera. Holter redigerade 1900–1907 Nordisk Musikrevue.